# Gerrit van de Top
Gerrit van de Top (Putten, 16 april 1887 – Ede, 20 januari 1969) was een Nederlandse verzetsstrijder tijdens de Tweede Wereldoorlog. Hij was actief in Ede en werd aan het einde van de oorlog nog een korte tijd gevangen.

## Levensloop
Van de Top was de zoon van Willem van de Top en Evertje van Beek. Hij was landbouwer van beroep. Hij handelde onder andere in kippen. Vanaf de jaren dertig woonde Van de Top aan de Slunterweg 50 in Ede. Hij was in diezelfde periode bestuurslid bij de Nederlandse Christelijke Bond van Personeel in Publieke Dienst.
Tijdens de Tweede Wereldoorlog was Van de Top actief in het verzet. Hij werkte als burger op een Duitse kazerne. Op die manier verzamelde hij wapens. Een schoonzoon van Van de Top, Frans van Garderen, zat enige tijd vast in Kamp Vught wegens diefstal op Vliegbasis Deelen. Vanaf september 1944 was hij een van de vier Edese sectiecommandanten van de Binnenlandse Strijdkrachten. Van de Top had ongeveer dertig mensen onder zich. Van de Top was betrokken bij Operatie Pegasus I. Zo bracht hij de wapens van de officieren naar het verzamelpunt
Op 8 april 1945 vond er laatste arrestatiegolf plaats door de Sicherheitsdienst in Ede. Van de Top was een van de arrestanten. Hij werd via een school aan de Kraatsweg in Ede overgebracht naar De Wormshoef in Lunteren. Tijdens zijn verblijf in De Wormshoef werd Van de Top mishandeld door Friedrich Enckelstroth, Abraham Kipp en Ries Jansen. Zo werd hij geslagen tot hij bewusteloos was en liep gehoorschade op. Op 12 april 1945 werd hij samen met dertien anderen overgebracht naar Kamp Amersfoort. Na een aantal dagen in Amersfoort gezeten te hebben werden ze overgeplaatst naar het zogeheten Oranjehotel in Scheveningen, waar ze in een dodencel werden geplaatst. Twee dagen na de bevrijding, op 7 mei, kwam Van de Top vrij.
Van de Top maakte in 1965 deel uit van het oprichtingsbestuur van de vereniging Voormalig Verzet Ede.

## Persoonlijk
Van de Top was getrouwd met Janna van Galen (1894-1961). Vanwege zijn omvangrijke snor had hij de bijnamen Top Snor en Snor. In 1985 ontving Van de Top postuum het Verzetsherdenkingskruis.